# Publius Valerius Publicola (i. e. 509)
Publius Valerius Publicola (vagy Poplicola, meghalt i. e. 503, Róma) a Római Köztársaság consuli hivatala létrehozásának évében, i. e. 509-ben a száműzetésbe kényszerített Lucius Tarquinius Collatinus helyett consul suffectusszá választott politikus. A későbbiekben még háromszor választották consullá, így ő az első többszörös consul Róma történelmében. Népszerűségét cognomenje is bizonyítja, poplicola = a nép barátja.

## Családja és ifjúsága
Titus Livius és Plutarkhosz egyaránt arról írt, hogy a Valeria gens (Publius családja) a szabin területekről vándorolt Rómába, mégpedig Titus Tatius szabin király idejében. Mivel Tatius i. e. 748-ban halt meg, az i. e. 6. század végén a Valeriusok már másfél évszázados római múlttal rendelkeztek.
E másfél évszázad alatt gazdag római patriciuscsaláddá vált. Publius édesapja Valerius Volusus (prenomenje nem ismert), testvére pedig a szintén consulságig jutó Marcus Valerius Volusus. Házasságából két leánya született.
A gazdag nemesi sarj már consuli tisztsége előtt híres volt arról, hogy a plebs érdekeit védi.

## Közszereplése
A Lucius Iunius Brutus és Lucius Tarquinius Collatinus által vezetett, i. e. 509-es királyellenes lázadásban már részt vett, Brutusnak magánéletben is barátja volt. Ekkor megszűnt a Római Királyság, és kezdetét vette a Római Köztársaság kora. Az első consulválasztást Brutus, a népszerű bosszúálló, és Collatinus, a nagy tekintélyű etruszk nyerte meg, így biztosítva Rómát a királyok visszatérte ellen.
Publicola i. e. 509-ben távozott a közéletből, mert Collatinus helyett magát látta esélyesnek a cím elnyerésére. A háttérben azonban nem adta fel ambícióit. A senatus végül lemondatta Collatinust, tartva attól, hogy Publicola az elűzött Superbushoz csatlakozik.
Titus Livius szerint Collatinus ekkor az Aquilius és Vitellius családok (Aquilia és Vitellia gens) fejeivel szövetkezve a consulok (Brutus és Publicola) elleni merényletre készült. A perben Publicola játszotta a főszerepet, és Collatinust száműzték a városból, amivel elhárult az akadály Publicola consulsága elől.
Nem sokkal ezután támadás érte Rómát Tarquinii etruszk város részéről. A rómaiak Brutus és Publicola vezetésével vonultak harcba, győzedelmes, de nagy veszteségekkel járó csatát vívtak. A tízezer fős veszteségben ott volt Brutus is.

## Egyedüli consul
Publicola Brutus halála után egy ideig egyedüli consulként viselte a hivatalt, ami legközelebb csak négy és fél évszázaddal később, Caesar alatt fordult elő. Nagy építkezésbe fogott, és a választások kiírását halogatta. Róma már nyíltan arról beszélt, hogy Publicola helyreállítja a királyságot, és maga ül a trónra. Publicola a senatus előtt azzal védekezett, hogy „... én vagyok a királyság legádázabb ellensége, ezért engem nem lehet azzal vádolni, hogy király akarok lenni...”
A monarchikus vádak elleni védekezésül több népszerű törvényt fogadtatott el a senatusszal még az új választások előtt. Például:
- Consul lehet minden római polgár
- A consulok határozatai ellen jogorvoslattal lehet élni (fellebbezés)
- Tárgyalás nélkül kivégezhető (meggyilkolható) az, aki egyeduralomra tör
- Adómentesség a fizetésképtelen plebeiusok részére
- A patriciusok szigorúbb büntetési tételek szerint ítélendők el, mint a plebeiusok
- A questori hivatal létrehozása, amivel a consul hatásköre alól kikerült a kincstár.

Ezen intézkedései nyomán kapta a publicus Valerius ragadványnevet.
I. e. 508-507-ben újabb háború következett az etruszkokkal, ezúttal Clusium királya, Lars Porsenna próbálta visszaültetni a Tarquiniusokat Róma trónjára. Ez volt Horatius Cocles és Caius Mucius Scaevola hőstetteinek ideje.
I. e. 506-ban, Marcus nevű testvére consuli ideje alatt a szabinok támadták meg Rómát, és az ifjabb Valerius is két győzelemmel tért haza.
I. e. 505-ben a latin liga fenyegette a várost, aminek tárgyalásos végeredményeként 5000 szabin költözött be Rómába, majd e szabinok segítségével Publicola megszállta a szabin területeket.
Publicola i. e. 503-ban halt meg, nem sokkal negyedik consulsága lejárta után.
| Elődei: Lucius Iunius Brutus és Lucius Tarquinius Collatinus | Consul i. e. 509 (consul suffectus) collega: Lucius Iunius Brutus majd Spurius Lucretius Tricipitinus consul suffectus majd Marcus Horatius Pulvillus consul suffectus | Utódai: Publius Valerius Publicola és Titus Lucretius Tricipitinus |

| Elődei: Marcus Horatius Pulvillus consul suffectus és Publius Valerius Publicola consul suffectus | Consul i. e. 508 collega: Titus Lucretius Tricipitinus | Utódai: Publius Valerius Publicola és Marcus Horatius Pulvillus |

| Elődei: Publius Valerius Publicola és Titus Lucretius Tricipitinus | Consul i. e. 507 collega: Marcus Horatius Pulvillus | Utódai: Spurius Lartius Rufus és Titus Herminius Aquilinus |

| Elődei: Marcus Valerius Volusus és Publius Postumius Tubertus | Consul i. e. 504 collega: Titus Lucretius Tricipitinus | Utódai: Agrippa Menenius Lanatus és Publius Postumius Tubertus |